# Sasjka
Sasjka (russisk: Сашка) er en sovjetisk spillefilm fra 1981 af Aleksandr Surin.

## Medvirkende
- Andrej Tasjkov som Sasjka
- Marina Jakovleva som Zina
- Vladimir Simonov som Volodka
- Jurij Veyalis som Zjora
- Leonid Jarmolnik som Kurt